# 鄒曙
鄒曙（1918年—1950年10月1日），中國共產黨員，四川省大竹縣人，因參與洪國式中共中央台灣地工組織從事間諜活動，1950年10月1日槍決於台北市馬場町刑場。

## 生平

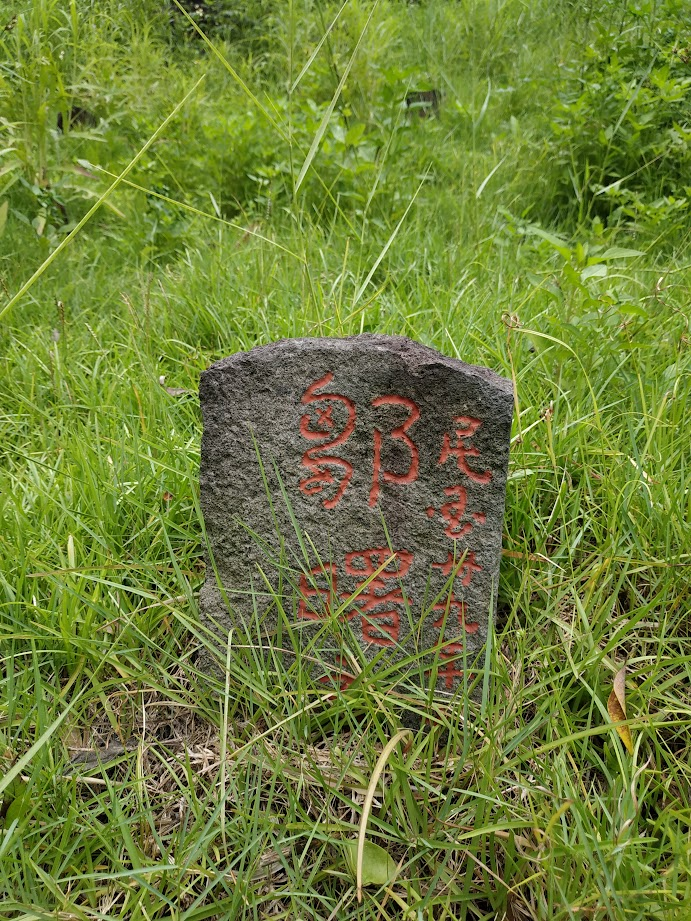
鄒曙之墓

鄒曙，1918年生於四川省大竹縣，四川達縣中學求學時受數學教師洪國式影響思想左傾，1943年東吳滬江聯合法商學院肄業，1945年中央幹部學校政工班畢業後投身軍旅，在青年軍205師政治部擔任訓導員、教官。
1946年進入國防部新聞局新聞幹部訓練班受訓，1947年擔任青年軍205師第四團政治組訓幹事，曾在新竹市立中學任教員，1948年任職第31軍政工處第一科科員，隨軍回北平時與洪國式重逢，即加入洪國式領導之中共諜報小組。1949年1月鄒曙任職北平市軍民合作委員會指導，北平和平解放後中共中央局聯絡部計畫來台設立地下組織，派遣洪國式組織地下工作小組，鄒曙1949年3月受洪國式指示打入警總未果，於1949年5月來台從事記者工作。1949年9月中共中央局聯絡部移轉洪國式小組至香港準備進入台灣從事諜報活動。鄒曙來台後以掃蕩報職員名義協助劉光典、洪國式辦理入台證、將省警務處防緝走私辦法提供北方企業行。
1949年12月洪國式、郭秉衡受中共中央社會部部長李克農指派來台從事社會調查工作發展組織，郭秉衡負責蒐集軍事情報及策反海空陸軍，在台灣成立中共中央社會部台灣地下工作組織，由洪國式領導，下轄情工組、敵工組、交通組。鄒曙隸屬情工組，負責調查台灣海陸空軍狀態、蔣美日勾結情形、台灣已有民眾運動。
1949年11月，國防部保密局接獲香港組及台灣省諜報組織查報，中共為加緊攻台之準備，派遣幹員潛台活動，於1949年12月偵悉洪國式自港來台曾於空軍新生社探詢楊文亮之所在，遇保密局人員包文有，包文有見其面生言語唐突，即向臺灣省保安司令部報告，臺灣省保安司令部於是派遣陳琦、包文有、楊文亮與洪國式接觸。探得該組織內部情資後於1950年2月28日，在台北車站假裝查驗遊民身份之名，將洪國式等十餘人帶往警局詢問，並假借洪身分不符需人作保，得郭秉衡、鄒曙之情資，復以需要行賄方得放人引誘其供出多人。1950年3月1日在台北、基隆、台中將其餘人逮捕歸案，僅劉光典逃亡。中共中央社會部台灣地下工作組織洪國式小組宣告瓦解。
1950年7月14日中共中央社會部台灣地下工作組織中劉全禮、郭秉衡、張禮大、王平、鄒曙、華震、劉天民、江德興、胡玉麟同案九人因叛亂罪判處死刑，1950年10月1日槍決於台北市馬場町刑場。